# 碳化硅
碳化矽（英語：silicon carbide，carborundum），化學式SiC，俗称金刚砂，宝石名称钻髓，为硅与碳相键结而成的陶瓷状化合物，碳化矽在大自然以莫桑石这种稀有的矿物的形式存在。自1893年起碳化矽粉末被大量用作磨料。将碳化矽粉末烧结可得到坚硬的陶瓷状碳化矽颗粒，并可将之用于诸如汽车刹车片、离合器和防弹背心等需要高耐用度的材料中，在诸如发光二极管、早期的无线电探测器之类的电子器件制造中也有使用。如今碳化矽被广泛用于制造高温、高压半导体。使用Lely法能生长出大块的碳化矽单晶。人造莫桑石的宝石就是切割由Lely法制备的大块碳化矽单晶获得的。

## 历史
虽然早期有一些不系统的、不受认可或是未经证实的碳化硅合成方法的报道，比如在1810年贝采里乌斯报道的用金属钾还原氟硅酸钾的合成方法、1849年Charles Mansuète Despretz报道的将通电的碳棒埋在沙粒中的合成方法、1881年Robert Sydney Marsden报道的在石墨坩埚中用熔融的银溶解硅石的合成方法、1882年Albert Colson在乙烯气氛中加热单质硅的合成方法以及1881年Paul Schützenberger报道的在石墨坩埚中加热硅单质和硅石混合物的合成方法，但真正实现碳化硅的大量制备还是在1890年由爱德华·古德里奇·艾奇逊率先实现的。艾奇逊尝试在铁锅中加热粘土（硅酸铝）和焦炭粉的混合物合成人造钻石的过程中发现了这个合成碳化硅的方法，他将得到的蓝色金刚砂晶体误认为是一种由碳和铝构成的类似刚玉的物质。1893年亨利·莫瓦桑在研究来自亚利桑那州的代亚布罗峡谷陨石样品时发现了罕有的在自然条件下存在的碳化硅矿石，将之命名为莫桑石。莫瓦桑也通过几种方法合成了碳化硅：包括用熔融的单质硅熔解单质碳、将碳化硅和硅石的混合物熔化和在电炉中用单质碳还原硅石的方法。但莫瓦桑在1903年时还是将碳化硅的发现归功于艾奇逊。
艾奇逊在1893年2月28日为合成碳化硅粉末的方法申请了专利保护。
碳化硅最早的用途是磨料，随后被用于电子器件中。在二十世纪初，第一批雷达中就是将碳化硅用为探测器的，1907年马可尼公司的雇员兼马可尼的助手Henry Joseph Round通过在碳化硅晶体上施加一定的电压后在阴极上观察到有黄色、绿色和橙色光放出，由此得到了世界上第一个发光二极管。这些实验结果后来在1923年被苏联科学家奥列格·洛谢夫重复证实。

## 自然界中的分布
自然界中的莫桑石仅微量分布于某几种陨石、刚玉矿床和金伯利岩中。几乎世界上所有的碳化硅固体，包括莫桑石制成的珠宝都来自于人工合成。1893年费迪南德·亨利·莫桑在一小部分的代亚布罗峡谷陨石中发现了天然的莫桑石。莫桑的发现起初是有一定争议的，因为他手中的样品可能在切割时受到了由人造碳化硅制成的圆锯片的污染。虽然地球上的碳化硅非常稀有但在宇宙空间中却相当常见。宇宙中的碳化硅通常是碳星周围的宇宙尘埃中的常见成分。在宇宙和陨石中发现的碳化硅几乎无一例外都是β相晶型的。对在默奇森陨石这类碳质球粒陨石中发现的碳化硅颗粒进行分析后发现碳和硅元素的同位素比例均有异常，这表明陨石来自太阳系外，这些碳化硅颗粒中的99%来源于富碳的渐近巨星分支中的恒星。通过红外光谱推测碳化硅在这类恒星上很常见。

## 制备

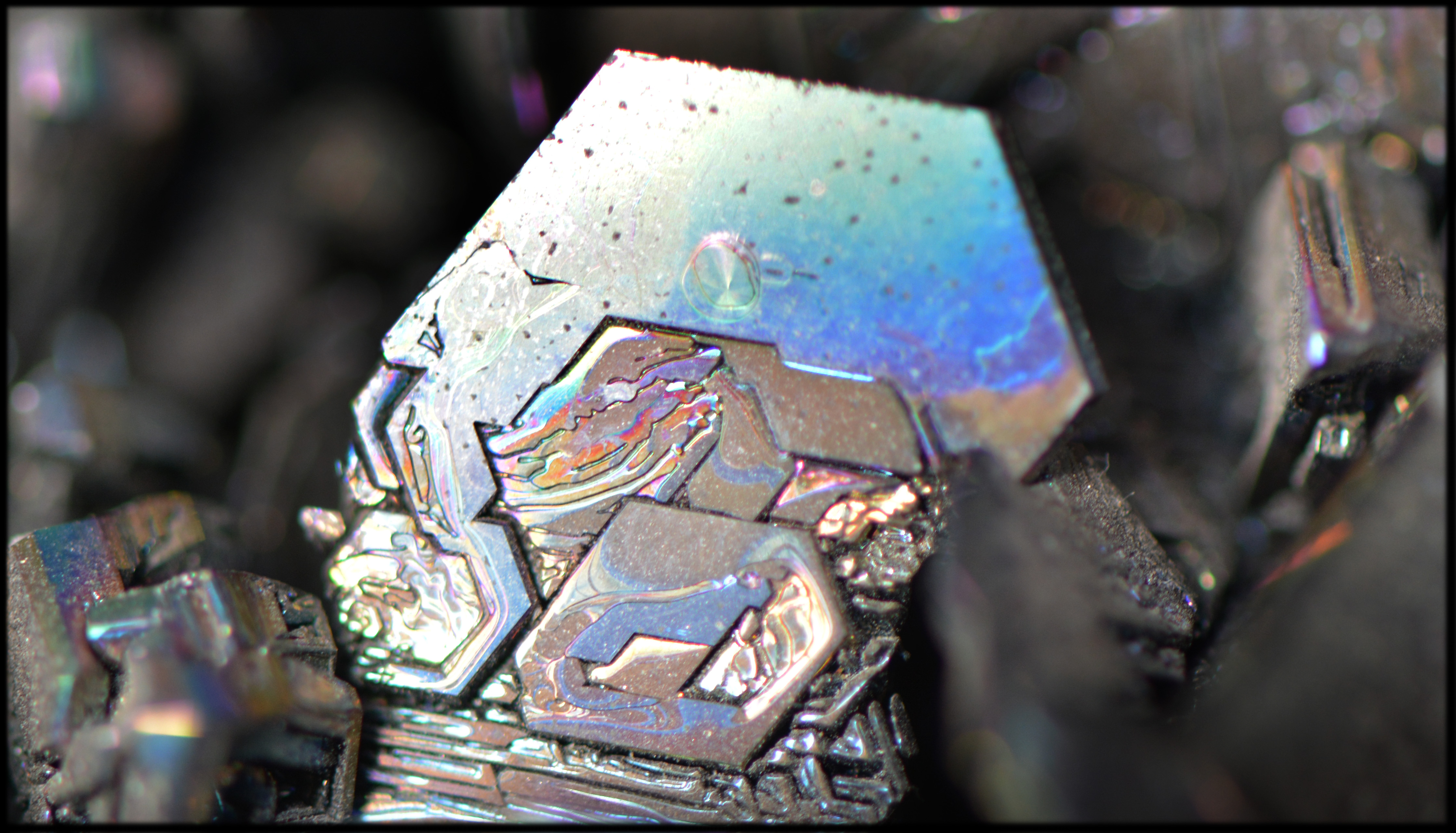
合成碳化硅晶体

由于自然界中的莫桑石非常罕有，所以碳化硅多为人造。它被用于磨料、半导体材料和具有钻石特点的仿制品。常见的方法是利用艾奇逊法将细的二氧化硅颗粒与焦炭混合，置入石墨为电极的电炉中，加热到1600至2500°C之间的高温制得。另一种方法是将纯净的二氧化硅颗粒在植物性材料（比如谷壳）中加热合成碳化硅，通过热分解有机质材料生成的碳还原二氧化硅产生硅单质，随后多余的碳与单质硅反应产生碳化硅。此外，还可以利用生产金属硅化物和硅铁合金的副产物硅灰与石墨混合在1500°C的条件下加热合成碳化硅。
用艾奇逊法在电炉中合成的碳化硅因距离石墨电阻加热源远近的不同在纯度上有一定的差别。最靠近电阻加热源的地方产生的无色、淡黄色或绿色的碳化硅晶体纯度最高。随着离电阻加热源的距离越来越远生成的碳化硅颜色变为蓝色和黑色，这些深色晶体的纯度相对降低。氮和铝是碳化硅中常见的杂质，它们会影响碳化硅的电导率。
纯的碳化硅是用Lely法制造的。通过将碳化硅粉末在2500°C的氩气氛下升华后再沉积形成鳞片状的单晶，在较冷的基底上可形成尺寸大到2×2cm2的单晶。Lely法能生长出高品质的碳化硅单晶。因为单晶的生长温度高，所以得到的单晶大多数是6H-SiC相的。在石墨坩埚中进行感应加热则是另一种改进后的Lely法，它可以制造的碳化硅单晶尺寸是传统方法的81倍。立方体状的碳化硅一般是借助成本较为昂贵的化学气相沉积法来合成的。通过气相和液相合成的方法可以制造同质外延和异质的碳化硅薄层。纯的碳化硅也能利用某些聚合物比如聚甲基硅烷在低温的惰性气氛中热分解来合成。相较于化学气相沉积法，热分解法的优势在于聚合物能在热裂解形成陶瓷状碳化硅之前塑造成各种不同的形状。

## 结构和性质
|           |        |           |
| (β)3C-SiC | 4H-SiC | (α)6H-SiC |

碳化硅存在着约250种结晶形态。由于碳化硅拥有一系列相似晶体结构的同质多型体使得碳化硅具有同质多晶的特点。这些多形体的晶体结构可被视为将特定几种二维结构以不同顺序层状堆积后得到的，因此这些多形体具有相同的化学组成和相同的二维结构，但它们的三维结构不同。
α-碳化硅(α-SiC)是这些多型体中最为常见的，它是在大于1700°C的温度下形成的，具有类似纤锌矿的六方晶体结构。具有类似钻石的闪锌矿晶体结构的β-碳化硅(β-SiC)则是在低于1700°C的条件下形成的。β-碳化硅因其相较α-碳化硅拥有更高的比表面积，所以可用于非均相催化剂的负载体。
纯的碳化硅是无色的，工业用碳化硅由于含有铁等杂质而呈现棕色至黑色。晶体上彩虹般的光泽则是因为其表面产生的二氧化硅钝化层所致。
碳化硅高达2700°C的升华温度使得它适合作为制造轴承和高温熔炉的部件。它本身也具有较高的化学惰性。由于其相较于晶体硅具有更高的热电导率、电场击穿强度和最大电流密度，所以在高功率的半导体材料方面具有更好的应用前景。此外碳化硅的热膨胀系数也非常低（4.0×10−6/K）同时也不会发生可能引起的不连续性热膨胀的相变。

### 电导率
在碳化硅中掺杂氮或磷可以形成n型半导体而掺杂铝、硼、镓或铍形成p型半导体。在碳化硅中大量掺杂硼、铝或氮可以使掺杂后的碳化硅具备数量级可与金属比拟的导电率。掺杂Al的3C-SiC、掺杂B的3C-SiC和6H-SiC的碳化硅都能在1.5K的温度下拥有超导性，但掺杂鋁和硼的碳化硅两者的磁场行为有明显区别。掺杂铝的碳化硅和掺杂硼的晶体硅一样都是第二类超导体，但掺杂硼的碳化硅则是第一类超导体。

## 用途

### 磨料和切割工具
由于金刚砂的耐用性和低成本，在现代宝石加工中作为常用磨料使用。金刚砂凭借其硬度使它在制造业中诸如砂轮切割、搪磨、水刀切割和喷砂等磨削加工过程。将碳化硅粒子层压在纸上就能制成砂纸和滑板的握带。
1982年由氧化铝和碳化硅须晶构成的超强复合材料问世，经过随后三年的发展这种复合材料走出实验室成为商品。1985年先进复合材料公司和Greenleaf公司推出了新的商品化切割工具，工具就是由氧化铝和碳化硅须晶组成的加强型复合材料所制造的。

### 结构材料
在二十世纪80至90年代，几个欧洲、日本和美国的高温燃气涡轮机研究项目对碳化硅做了研究，项目的目标均打算以碳化硅代替镍高温合金制造涡轮机叶片或喷嘴叶片。但这些项目无一实现量产，主要原因在于碳化硅材料的耐冲击性和断裂韧度低。
不同于其他陶瓷材料比如氧化铝和碳化硼，碳化硅可用于制造複合裝甲（比如喬巴姆裝甲）和防彈背心中的陶瓷板。

### 天文学
碳化硅具备的低热膨胀系数、高的硬度、刚性和热导率使其能够作为天文望远镜的镜面材料。通过化学气相沉积制造的直径达3.5米和2.7米的多晶碳化硅圆盘已被分别安装在赫歇尔空间天文台和同温层红外线天文台等几个大型天文望远镜上。

### 催化剂载体
碳化硅本身的抗氧化性质和立方β-SiC所具有的大比表面积使其可作为非均相催化剂的载体。通过稻壳炭化合成的β-SiC已被用于作为非均相催化剂的载体应用于催化诸如正丁烷氧化生成顺丁烯二酸酐这类烃类的氧化反应。

### 石墨烯生长
通过加热至高温，可在碳化硅的表面得到外延石墨烯。这种获取石墨烯的方法被认为有希望实现大规模合成具有实际应用的石墨烯。

### 功率電子元件
碳化硅是目前正在研究的半导体，已在快速切換、高溫及高電壓的應用上，進行前期的大量生產。第一個可用的元件是肖特基二极管、之後是结型场效应管及高速切換的功率MOSFET。目前正在開發双极性晶体管及晶閘管。
碳化矽元件商品化的主要問題是如何去除缺陷：包括邊緣位錯、螺旋位錯（空心和閉合）、三角形缺陷及基面位錯。因此，雖然有許多研究設法要改善特性，但最早期碳化硅材料的元件，其反向電壓阻隔能力不好。除了晶體品質外，碳化硅和二氧化矽的界面問題也影響了SiC MOSFET及IGBT的發展。滲氮已大幅改善了介面問題，不過其機制還不清楚。
2008年已有第一個商品化的JFET，額定1200V，之後是2011年第一個商品化的MOSFET，額定電壓1200 V。碳化硅的開關以及SiC肖特基二极管（SBD）有常見的TO-247及TO-220封裝外，許多廠商也開始將SiC裸晶放在功率模組中。
SiC SBD二極體已用在功因修正電路上，以及IGBT功率模組中。像是國際集成功率電子系統大會（CIPS）等研討會也會定期報告有關碳化硅功率元件的技術驅勢。
日本部分新造的大功率交傳鐵路車輛，以碳化硅取代IGBT用於牽引變流裝置（如新幹線ALFA-X、台灣鐵路EMU3000和E235系），有助進一步減少車輛耗電。
碳化硅功率元件的主要挑戰有：
- 閘極驅動電路：SiC功率元件的閘極驅動電路和矽半導體的電路不同，閘極驅動電路的電壓是非對稱的（例如+20 V和−5 V）[41]。
- 包裝：SiC 裸晶的功率密度比矽半導體要高，其溫度可以超過矽的上限150 °C。需要用到新的芯片連接技術（例如燒結）才能有效地將熱從元件帶出，並且確保存在可靠的互联结构 (Sintering are required to efficiently get the heat out of the devices and ensure a reliable interconnection. ) [42]。